# Ischnolea indistincta
Ischnolea indistincta là một loài bọ cánh cứng trong họ Cerambycidae.